# SLC22A3
Екстранейронний моноамінний транспортер (EMT) (англ. Extraneuronal monoamine transporter), також відомий як транспортер органічних катіонів 3 типу (OCT3) (англ. Organic cation transporter 3), або SLC22A3 (англ. Solute carrier family 22 member 3) – білок, який кодується однойменним геном SLC22A3, розташованим у людей на короткому плечі 6-ї хромосоми.
EMT локалізований у мембрані, опосередковує потенціал-залежний транспорт органічних катіонів і може відігравати значну роль в утилізації нейротоксинів та нейромедіаторів у мозку.

## Генетика
Ген SLC22A3 розташований на короткому плечі 6-ї хромосоми у позиції 6q25.3 і має загальну структуру з 11 кодуючих екзонів та 10 інтронів. Мутації цього гену викликають зміни в функціонуванні EMT, збільшуючи або зменшуючи захоплення нейромедіаторів, зменшують ефективність протидіабетичних препаратів і пов'язані з ризиком цукрового діабету та раку.

### Однонуклеотидні поліморфізми
SLC22A3 має чотири типові поліморфізми, виявлені в багатьох популяціях: rs2292334, rs3088442, rs555754 та rs376563 (MAF > 10%); гетерозиготний rs2292334 пов'язують з більшою концентрацією в плазмі крові та зниженим кліренсом антидіабетичного препарата метформіна, rs3088442 пропонується як генетичний маркер ризику діабету 2 типу (мінорний алель має протекторний ефект), rs555754 має дію на експресію цього ж гену, збільшення якої пов'язують з протипухлинним ефектом, а rs376563 впливає на діабетичну нефропатію та гіпертонію.

### Генетичні варіації
Епігенетичний механізм (гіперметилювання CpG-острівців у промоторній ділянці гену), що призводить до значної недоекспресії гену, причетний до розвитку раку простати. Оскільки метилювання може спостерігатися на ранніх стадіях і може бути виявлене в рідинах організму, то це робить SLC22A3  кандидатом на ген-супресор пухлини та має потенціал у прогнозуванні та діагностиці.

## Функції та біологічна роль
Всі OCT є посередниками полегшеного транспортування широкого спектру невеликих гідрофільних сполук принаймні з одним позитивно зарядженим амінним фрагментом при фізіологічному рН. Субстрати, для яких безпосередньо продемонстровано транспорт, включають модельний субстрат тетраетиламмоній (TEA), паркінсонічний нейротоксин 1-метил-4-фенілпіридиній (MPP+), клінічно використовувані препарати, такі як протипаркінсонічні (амантадин та мемантин), антидіабетики (бігуанід)) та блокатор H2-гістамінових рецепторів циметидин, біогенні аміни та кілька інших ендогенних сполук (холін та креатинін).
EMT опосередковує незалежний від натрію та хлору низькоафінний стероїд-чутливий транспорт всіх основних моноамінів - серотоніну, дофаміну, норадреналіну, адреналіну та гістаміну. На відміну від SERT, DAT та NET, що знаходяться лише на мембранах нейронів, EMT розташовується також на мембранах глії та епендимальних клітин, що пропонує його участь як в нейронному, так і позанейронному кліренсі моноамінів. Позанейронні механізми захоплення відіграють важливу роль у припиненні дії вивільнених катехоламінів у кровообіг, оскільки фармакологічний блокатор диспроциніум-24 (D24) різко підвищує плазмові рівні адреналіну та норадреналіну у пацюків.
Найбільш використовувані антидепресанти - селективні інгібітори зворотного захоплення серотоніну (СІЗЗС), які діють, блокуючи високоафінні SERT. Пропонованим поясненням обмеженої ефективності СІЗЗС є наявність низькоафінних транспортерів EMT та PMAT, які обмежують здатність СІЗЗС збільшувати позаклітинний серотонін. Дециніум-22 (D22) блокував захоплення цими транспортерами і посилював ефекти СІЗЗС в інгібування кліренсу серотоніну. Подібний ефект спостерігався у мишей з нокаутованим SERT, що призвело до покращення соціальної поведінки. При нокауті EMT, D22 виявився неефективним. Це вказує на те, що антидепресантний ефект D22 залежить від блокування ним EMT. Похідний D24, H2-цианом, продемонстрував ефективність у лікуванні депресії на рівні флуоксетину у мишей з швидшою дією на ангедонію та кращим анксіолітичним ефектом.
Через чутливість до гострого гальмування кортикостероїдами, включаючи кортизол і кортикостерон, транспорт моноамінів, опосередкований EMT, зменшується під час гострого або хронічного стресу, що призводить до збільшення тривалості, концентрації та фізичного поширення сигналів моноамінів. Це явище може лежати в основі деяких задокументованих взаємодій між кортикостероном та моноамінами, включаючи серотонін, дофамін та норадреналін. Чутливий до кортизолу (гормону стресу) транспортер моноамінів може мати особливе значення у лімбічних областях мозку, що беруть участь у регуляції тривоги та страху. Миші з нокаутованим геном SLC22A3 демонстрували нижчий рівень тривожності.
Переносить анестетик лідокаїн, протиаритмічний препарат хінідин, антидіабетик метформін, протипухлинний препарат оксаліплатин та противірусний ламівудин.

## Структура
Структурно EMT схожий на інші білки-траспортери родини MFS. Довжина поліпептидного ланцюга білка становить 556 амінокислот з 12 трансмембранними доменами. Велика позаклітинна петля між 1-м та 2-м доменами включає три сайти N-глікозилювання. Між 6-м та 7-м доменами велика внутрішньоклітинна петля включає сайти фосфорилювання. Кінцеві ділянки з карбоксильною та аміногрупою розташовані внутрішньоклітинно.

## Локалізація
OCT3 характеризується найбільшим розподіленням по тканинам в порівнянні з іншими OCT. Експресується в печінці, нирках, легенях, плаценті, слинній залозі, простаті, мозку, серці, скелетній мускулатурі, тонкій кишці, сечовому міхурі, молочній залозі, райдужній оболонці, рогівці, шкірі, судинах.
Виявлений в нейронах та клітинах астроцитної глії, здебільшого в амигдалоїдному комплексі та інших регіонах мозку, де моноаміни є ключовими регуляторами емоційної поведінки під впливом стресу. Локалізація EMT у нейрональних та гліальних плазматичних мембранах у різних місцях, включаючи астроцитарні та пре/постсинаптичні процеси, узгоджується з важливою роллю цього транспортера в регулюванні амплітуди, тривалості та фізичного поширення вивільнених моноамінів. Крім того, EMT локалізований в мітохондріальних та зовнішніх ядерних мембранах, що може свідчити про роль цього транспортера у внутрішньоклітинних метаболізмі та активації рецепторів моноамінів.

## Фармакологія
Транспортна активність EMT пригнічується рекреаційними та фармацевтичними препаратами, включаючи MDMA, фенциклідин (PCP), MK-801, амфетамін, метамфетамін та кокаїн. Існують  інгібітори транспорту органічних катіонів дециніум-22,  диспроциніум-24, H2-цианом, феноксібензамін, празозин, селективний до OCT3 О-метилізопроналін, а також транспорт інгібується фізіологічними концентраціями кортикостерону і кортизолу та статевими гормонами прогестероном та естрадіолом. Значення Ki для децинію-22 та кортикостерону, що інгібують транспорт OCT3, відповідно в 10 та 100 разів нижчі за значення Ki OCT1 та OCT2. Вважається, що цей ефект глюкокортикоїдів може пояснити явище стресового рецидиву у залежних від психоактивних речовин, що одужують, де інгібування транспорту дофаміну викликає реактивацію гіперчутливих дофамінових шляхів, пов'язаних з наркозалежною поведінкою.